# Roland Kuchenbuch
Roland Kuchenbuch (* 22. Februar 1943 in Stettin) ist ein deutscher Schauspieler.

## Leben
Roland Kuchenbuch absolvierte seine Schauspielausbildung an der  Deutschen Hochschule für Filmkunst in Potsdam-Babelsberg. Nach ersten Engagements an Theatern in Dessau und Zittau wurde er im Jahre 1970 Ensemblemitglied des Hans Otto Theaters in Potsdam. Sehr häufig wirkte er in Filmen der DEFA und des Fernsehens der DDR mit.
Seine Söhne Robert Kuchenbuch und Christian Kuchenbuch sind ebenfalls Schauspieler.

## Filmografie
- 1965: Das Kaninchen bin ich
- 1965: … nichts als Sünde
- 1970: Aus unserer Zeit (Episode 2)
- 1973: Schüsse in Marienbad (Výstřely v Mariánských Lázních)
- 1975: Schwester Agnes (Fernsehfilm)
- 1976: Beethoven – Tage aus einem Leben
- 1977: Ein Katzensprung
- 1977: Feuer unter Deck
- 1978: Anton der Zauberer
- 1979: Nachtspiele
- 1979: Addio, piccola mia
- 1979: Spuk unterm Riesenrad (Fernsehserie, Folge 1 bis 7)
- 1979: P.S.
- 1979: Die Rache des Kapitäns Mitchell (Fernsehfilm)
- 1979: Lachtauben weinen nicht
- 1979: Karlchen, durchhalten! (Fernsehfilm)
- 1980: Solo Sunny
- 1980: Polizeiruf 110: Der Einzelgänger (Fernsehreihe)
- 1980: Glück im Hinterhaus
- 1980: Alle meine Mädchen
- 1980: Die Verlobte
- 1980: Levins Mühle
- 1981: Polizeiruf 110: Alptraum
- 1981: Asta, mein Engelchen
- 1981/1988: Jadup und Boel
- 1981: Zwei Freunde in Preußen (Fernsehfilm)
- 1982: Bahnwärter Thiel (Fernsehfilm)
- 1982: Spuk im Hochhaus (Fernsehserie, Folge 7)
- 1982: Märkische Forschungen
- 1982: Polizeiruf 110: Der Rettungsschwimmer
- 1983: Schwierig sich zu verloben
- 1983: Der Aufenthalt
- 1983: Olle Henry
- 1983: Fariaho
- 1983: Pianke (Fernsehfilm)
- 1983: Zille und ick
- 1983: Einer vom Rummel
- 1984: Bockshorn
- 1984: Eine sonderbare Liebe
- 1984: Der Lude
- 1985: Sachsens Glanz und Preußens Gloria (Fernsehserie, Folgen 3 und 4)
- 1985: Besuch bei van Gogh
- 1985: Die dritte Frau (Fernseh-Zweiteiler)
- 1985: Junge Leute in der Stadt
- 1986: Treffpunkt Flughafen (Fernsehserie, Folgen 4 und 8)
- 1986: Der Junge mit dem großen schwarzen Hund
- 1986: Startfieber
- 1986: Polizeiruf 110: Gier
- 1987: Stielke, Heinz, fünfzehn…
- 1987: Die Alleinseglerin
- 1987: Hasenherz
- 1987: Polizeiruf 110: Die alte Frau im Lehnstuhl
- 1988: Kai aus der Kiste (Fernsehfilm)
- 1989: Polizeiruf 110: Mitternachtsfall
- 1989: Ich, Thomas Müntzer, Sichel Gottes (Fernsehfilm)
- 1990: Rückwärtslaufen kann ich auch
- 1990: Die Architekten
- 1991: Zwischen Pankow und Zehlendorf
- 1995: Nikolaikirche (Fernsehfilm, 2 Folgen)
- 1998: Der letzte Zeuge (Fernsehserie, Folgel 3)
- 1998: Wolffs Revier (Fernsehserie Season 6, Folge 8)
- 1998: Wolffs Revier (Season 7, Folge 10)
- 2001: Wie Feuer und Flamme
- 2001: Polizeiruf 110: Bei Klingelzeichen Mord
- 2006: Nathan der Weise (Fernsehfilm)
- 2015: Platonow (Fernsehfilm)

## Theater
- 1983: Heinz Drewniok: Die Jäger – Regie: Eckhard Becker (Hans Otto Theater Potsdam)
- 1990: William Shakespeare:  Leben und Tod König Richard des Dritten (Diener) – Regie: Gert Jurgons (Hans Otto Theater Potsdam)
- 1991: Christoph Hein: Die wahre Geschichte des Ah Q (Tempelwächter) – Regie: Bernd Weißig (Hans Otto Theater Potsdam)
- 1991: Samuel Beckett: Katastrophe (Regisseur) – Regie: Bernd Weißig (Hans Otto Theater Potsdam)
- 1991: Friedrich Schiller: Der Parasit oder die Kunst sein Glück zu machen (Minister) – Regie: Gert Jurgons (Hans Otto Theater – Schlosstheater im Neuen Palais)
- 1991: Jürgen Hofmann: Noch ist Polen nicht verloren (Schauspieler Bronski) – Regie: Günter Rüger  (Hans Otto Theater Potsdam)
- 1992: Oleg Jurjew: Kleiner Pogrom im Bahnhofsbuffet (Büffetier) – Regie: Guido Huonder (Hans Otto Theater Potsdam)
- 1992: Dušan Kovačević: Der Profi (Lukas Laban) – Regie: Bernd Weißig (Hans Otto Theater Potsdam)
- 1992: Ariel Dorfman: Der Tod und das Mädchen (Miranda) – Regie: Bernd Weißig (Hans Otto Theater Potsdam - Studiobühne)
- 1993: George Tabori: Der Großinquisitor (Iwan Karamasow) – Regie: Guido Huonder (Hans Otto Theater Potsdam – Kleines Theater am Altmarkt)
- 2005: Theodor Fontane: Frau Jenny Treibel – Regie: Uwe Eric Laufenberg (Hans Otto Theater Potsdam)
- 2007: Anton Tschechow: Die Möwe – Regie: Uwe Eric Laufenberg (Hans Otto Theater Potsdam)
- 2010: Uwe Tellkamp: Der Turm (Chefarzt Müller/Herr Schnürchel/Baron von Abergast) – Regie: Tobias Wellemeyer (Hans Otto Theater Potsdam)
- 2010: Michael Ende: Momo – Regie: Andreas Rehschuh (Hans Otto Theater Potsdam)
- 2011: Theodor Fontane: Schach von Wuthenow  – Regie: Tobias Wellemeyer (Hans Otto Theater Potsdam)
- 2012: Uwe Wilhelm: Fritz (Friedrich Wilhelm I.) – Regie: Tobias Wellemeyer (Hans Otto Theater Potsdam)
- 2013: Anders Thomas Jensen: Adams Äpfel (Arzt) – Regie: Lukas Langhoff (Hans Otto Theater Potsdam – Reithalle)
- 2014: Lutz Hübner: Das Herz eines Boxers (Leo) – Regie: Remo Philipp (Hans Otto Theater Potsdam – Reithalle)
- 2014: Jan Liedtke/ Philippe Besson: Roter Hahn im Biberpelz – Regie: Philippe Besson (Komödie am Kurfürstendamm Berlin)